# Anna Fedorova
Anna Borysivna Fedorova (en ucraniano: Анна Бори́сівна Федорова; Kiev, 27 de febrero de 1990) es una pianista ucraniana de música clásica.

## Biografía
Anna Borysivna Fedorova nació en Kiev (Unión Soviética), en una familia de músicos. Comenzó a tocar el piano a la edad de cinco años. Dio su primer recital público a los seis años y su debut internacional fue en 1997 en la Filarmónica Nacional de Ucrania.
Fedorova ha dado conciertos en varias salas a lo largo de toda Europa, Norteamérica y Sudamérica, incluyendo actuaciones en el Concertgebouw de Ámsterdam, el Palacio de Bellas Artes de Ciudad de México, y el Teatro Colón de Buenos Aires. Ha ganado 14 competiciones internacionales de piano, incluyendo el Primer Premio en la Rubinstein de Polonia, en el año 2009.
En el 2008, se graduó en el Lysenko Musical College for Gifted Children. Actualmente[¿cuándo?] es estudiante de Leonid Margarius en la Accademia Pianistica Incontri col Maestro en Imola (Italia).
Su interpretación del «concierto para piano n.º 2 op.18» de Serguéi Rajmáninov es la más visitada en la plataforma YouTube con más de 40 millones de visitas en noviembre de 2023. Es considerada una de las mejores intérpretes del compositor.